# Viktor Kuzmič Abalakin
Viktor Kuzmič Abalakin (rusky Виктор Кузьмич Абалакин; 27. srpna 1930 Oděsa – 23. dubna 2018 New York) byl ruský astronom.

## Život
Studium na Oděské státní univerzitě ukončil v roce 1953, v letech 1955 až 1957 vedl katedru na Ústavu teoretické astronomie, v letech 1983 až 2000 byl ředitelem Pulkovské observatoře. Je autorem prací o hvězdné dynamice, astronomii efemerid, nebeské mechanice a historii vědy. Pracoval na vytvoření jednotné relativistické teorie pohybu vnitřních planet. V letech 1989 až 2000 vedl časopis Земля и Вселенная.
Byl po něm pojmenován asteroid objevený Nikolajem Černychem 1. dubna 1976 na Krymské astrofyzikální observatoři.